# Лендорф, Ганс фон
Граф Ганс фон Лендорф (нем. Hans von Lehndorff; 13 апреля 1910, Градиц, ныне в составе Торгау — 4 сентября 1987, Бонн) — немецкий хирург и писатель, свидетель битвы за Кёнигсберг, взятия города Красной армией и насилия в отношении мирного населения Германии.

## Биография

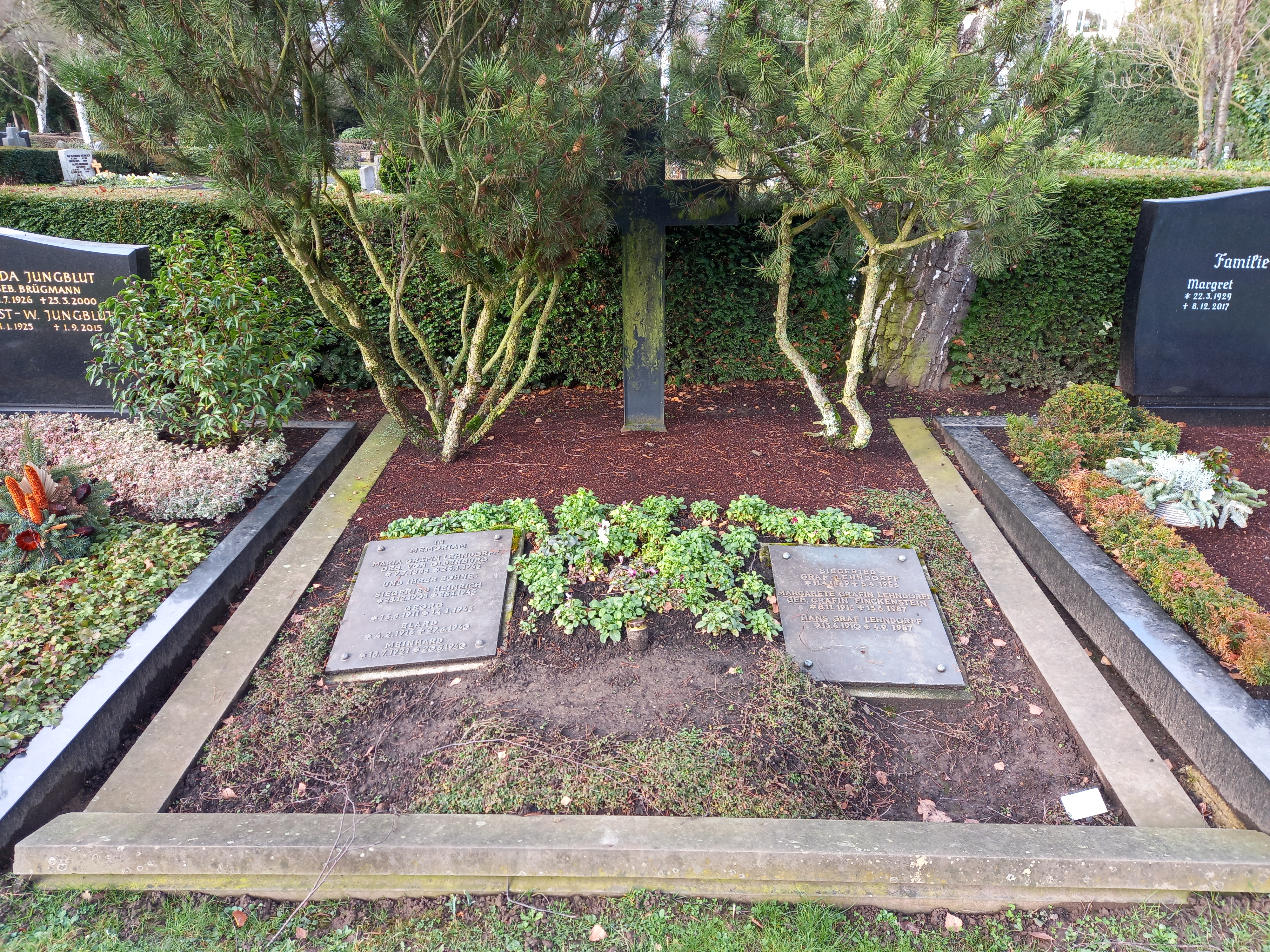
Могила немецкого хирурга и поэта графа Ганса фон Лендорфа и его жены Маргарет, урожденной графини Финкенштейн, в семейной могиле на Центральном кладбище Бад-Годесберга в Бонне.

Граф Ганс фон Лендорф родился и вырос в семье шталмейстера — восточно-прусских помещиков, которые придерживались консервативных взглядов и противостояли новому мировому порядку.
С 1930 года, после окончания средней школы в Гумбиннене, Ганс фон Лендорф обучался медицине в Мюнхенском и Берлинском университетах.
В 1936 году стал ассистентом врача в больнице Мартина Лютера в Берлине.
Став хирургом, в конце 1941 года в качестве врача-ассистента поступил в районную больницу в Инстербурге.
В этот период он сошёлся с группой протестантских мирян, объединившихся во время растущего политического кризиса. Согласно фундаментальному принципу протестантской теологии, любой христианин может предстоять на богослужении и в таинствах, а также принять исповедь. Пути из этой группы привели его к Евангелической Исповедующей церкви, противостоящей объединённой имперской Немецкой евангелической церкви, присягнувшей на верность Гитлеру и поддержавшей Вторую мировую войну. Так граф Ганс фон Лендорф оказался в христианском движении сопротивления национал-социализму в Германии.
Как врач районной больницы он не был призван в вермахт и не служил в армии.
В 1944 году мать Ганса, графиня Мария фон Ольденбург, за антифашистские взгляды была арестована, но при содействии имевшего влияние на нацистов мужа, графа Зигфрида Лендорфа, была освобождена и вернулась в имение Янушау. Это имение после смерти её отца, Эларда фон Ольденбург-Янушау (1855—1937), унаследовал старший сын Хайнфрид. Ранее один её сын, Георг, умер в 1943 году от кровоизлияния в мозг, два других, Мейнхард и Эльхард, погибли на фронтах Второй мировой войны.

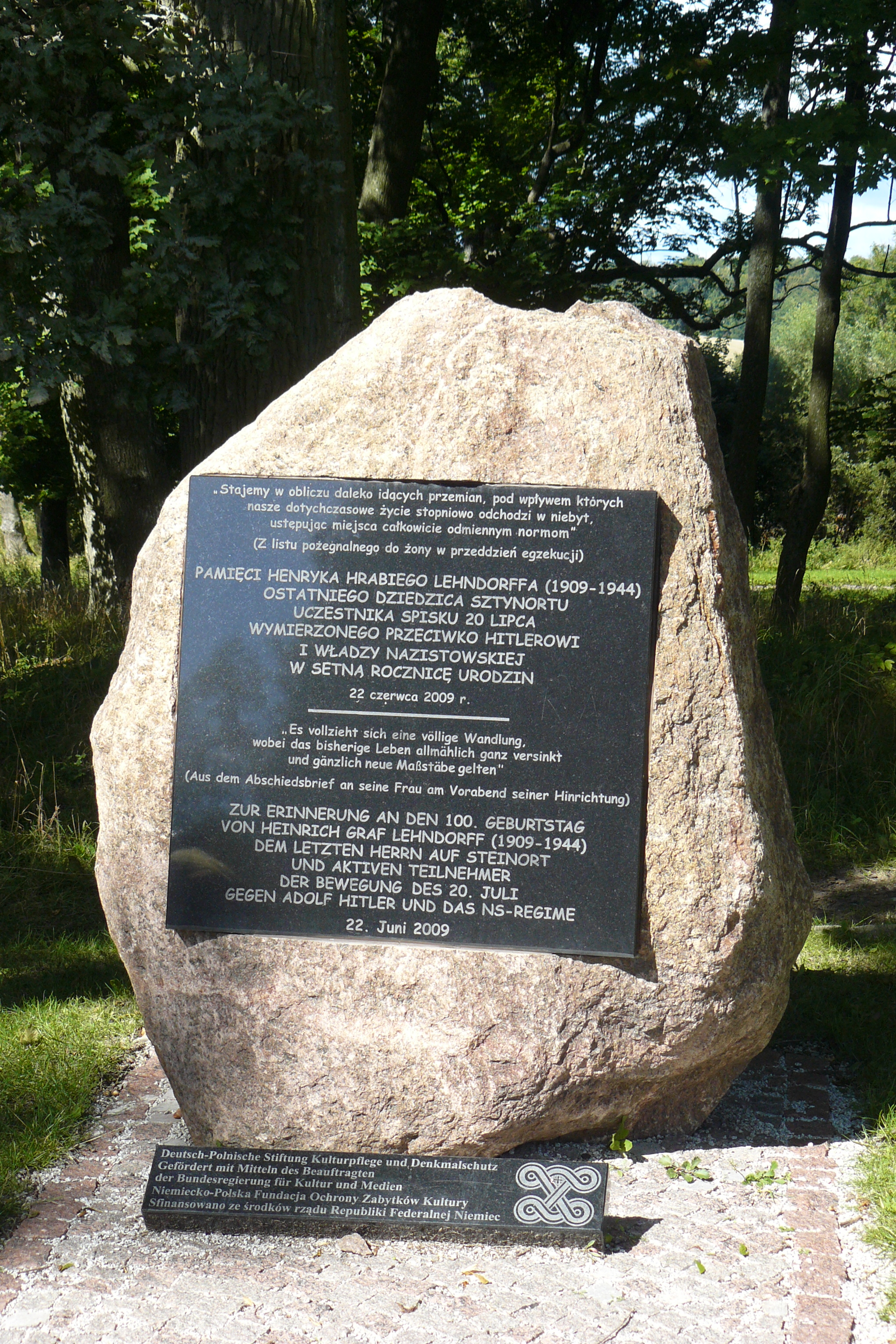
Мемориальный камень в честь 100-летия графа Генриха фон Лендорфа, активного участника покушения на Гитлера 20 июля 1944 года.

Двоюродный брат Ганса, Генрих фон Лендорф участвовал в заговоре против Гитлера и после неудачного покушения на фюрера, совершённого 20 июля 1944 года, был осуждён и повешен нацистами.
В январе 1945 года с приближением фронта графиня Мария Лендорф вместе со своим старшим сыном Хайнфридом и шестнадцатью другими беженцами, включая стариков и детей, пытались покинуть имение и уйти на Запад, но вся группа были расстреляна солдатами Красной армии. Через несколько недель их тела были похоронены в братской могиле. Оставленная ими усадьба Янушау стала резиденцией советского военного командования.
В это же время, в начале 1945 года граф Ганс фон Лендорф возглавлял военный госпиталь в Кёнигсберге и стал свидетелем Кёнигсбергской операции и взятия города Красной армией. После нескольких месяцев бомбардировок и артиллерийских обстрелов город был сильно разрушен, но жители ещё оставались. Он заботился о раненых, больных и рожавших в больницах, бункерах и подвалах, а также проводил религиозные обряды и чтения Библии Лютера.

Имел возможность покинуть город, но не бежал, так как это противоречило его христианской вере и графскому достоинству. Лендорф продолжал работать врачом в условиях грабежей, массовых убийств, изнасилований, охвативших Кёнигсберг после завоевания Красной армией, и поджогов, которые сложились для него в полную картину апокалипсиса:

«Ich bin so ausgelöscht, dass ich nicht einmal mehr beten kann», «Das ist der Mensch ohne Gott, die Fratze des Menschen», «Kann man überhaupt von diesen Dingen schreiben, den furchtbarsten, die es unter Menschen gibt?»— Hans Graf von Lehndorff: Ostpreußisches Tagebuch. dtv, München 2010. S. 67 und 73.

«Я настолько измучен, что не могу даже молиться», «Это человек без Бога, гримаса человека», «Можно ли написать об этих вещах, самых ужасных, которые существуют среди людей?»— Ганс Граф фон Лендорф: Восточно-прусский дневник
В своём дневнике Лендорф писал, что когда русские после 9 апреля 1945 года вошли в Кёнигсберг, «…ад превзошел всё, что можно вообразить: изнасилования всех женщин и медсестёр, бессмысленное уничтожение запасов продуктов и больничного инвентаря — абсолютный хаос». «Я крадусь по нашему подвалу, как во сне, и пытаюсь понять, что Бог здесь требует от меня».
"Очень удивила их манера передвигаться. При необходимости они прибегали к помощи рук, передвигаясь на всех четырех конечностях..." Попытка моего помощника заговорить с ними не удалась. Они отвечали только короткими урчащими звуками ,, Также и они быстро нас обнюхали, моя авторучка исчезла, купюры и другие бумаги летали вокруг. Мои ботинки показались им слишком плохими. Затем они заторопились на коротких ножках через кучи мусора и воронку от бомбы к следующему блоку и исчезли в проеме.  писал он о советских солдатах .
12 апреля его арестовали на улице и выслали в лагерь НКВД для военнопленных и интернированных, где в экстремальных условиях он продолжал медицинскую деятельность до октября 1945 года.
В 1946 году Лендорфа направили врачом в лагерь «Альберт» у станции Ротенштайн (сейчас станция Кутузово-Новое), где он работал до мая 1947 года среди оставшихся немцев и испытывал лишения, невзгоды и смерть многих тысяч своих соотечественников, после чего был депортирован в Германию.
Возвратившись в Западную Германию, Лендорф поселился в Бонне. Там он встретил отца, графа Зигфрида Лендорфа (1869—1956), и узнал, что мать и брат не смогли выбраться из зоны боевых действий и погибли в 1945 году.
После вывода войск Красной Армии, сопровождавшегося массовыми разграблениями — выносили всё вплоть до оконных рам, — усадьба пришла в упадок и до сих пор стоит в руинах. Могилы Ольденбургов, родственников по материнской линии, были также осквернены грабителями. С 2001 года имение Янушау принадлежит польской семье, которая несмотря на все обстоятельства реализует план восстановления и преобразования остатков усадьбы в отель.
Своё видение событий 1945—1947 гг. после завоевания его родины советскими войсками Ганс фон Лендорф изложил в личном дневнике, написанном сразу после возвращения на Запад, но удерживал его от публикации ещё двенадцать лет, чтобы дистанцироваться от пережитого. Впервые дневник был напечатан изначально небольшим тиражом как приложение к изданию Федерального центра по вопросам внутренней службы: «Документы об изгнании немцев из Восточной и Центральной Европы» (1960). Затем «Восточно-прусский дневник» неоднократно переиздавался, переводился на многие языки (кроме русского) и экранизировался.
В 1951 году граф Лендорф получил учёную степень в университете имени Георга-Августа в Гёттингене.
С 1954 года — главный врач больницы Виктория в Бад-Годесберге. Помимо врачебной деятельности, принимал активное участие в диаконической работе и пастырской помощи заключённым и наркоманам.
В 1972 году после выхода на пенсию по состоянию здоровья — из-за ухудшения зрения — стал капелланом больницы.
С 1949 года граф Лендорф принадлежал к протестантскому Ордену Святого Иоанна рыцарей-госпитальеров как рыцарь чести и преданности, а в 1952 году принял обеты рыцаря юстиции. С 1954 по 1962 год он возглавлял прусское товарищество ордена Святого Иоанна в качестве коммендатора.
Граф Лендорф писал гимны — его песня «Komm in unsre stolze Welt», написанная в 1968 году, содержится под № 428 в текущем сборнике евангелических гимнов, под № 833 — в сборнике гимнов евангелических реформатских церквей немецкоязычной Швейцарии, и под № 592 — в католическом сборнике гимнов немецкоязычной Швейцарии.

Немецкий учёный Клаус Вайгельт, президент Фонда немецкой культуры в Восточной Европе такими словами раскрывает сущность бытия Ганса фон Лендорфа:

Das Geheimnis der Existenz dieses großartigen Menschen war sein christlicher Glaube. Sein Handeln und sein Schreiben waren Zeugnisse dieses Glaubens. Von ihnen ging Trost aus. Vielen Menschen zeigte er den Weg für eine christliche Existenz heute. Graf Lehndorff wurde zum Zeugen (griechisch martyrion, Märtyrer) für eine Zeit, in der die Pforten der Hölle und des Todes offenstanden. Er aber konnte sagen: «Wir sahen seine Herrlichkeit» (Joh. 1,14), und er wählte dieses Wort zum Motto für das «Ostpreußische Tagebuch», in dem es um Schrecken und Leiden geht, für die es eigentlich keine Worte gibt.— Wie bleibt man Christ in einer solchen Welt? 25 November 2017

Секрет существования этого великого человека заключалась в его христианской вере. Его действия и его письма были свидетельством этой веры. Они источали утешение. Он показал многим людям путь к христианскому существованию сегодня. Граф Лендорф стал свидетелем (по-гречески martyrion, мучеником) того времени, когда врата ада и смерти были открыты. Но он мог сказать: «Мы видели славу Его» (От Иоанна 1:14), и он выбрал это слово в качестве девиза для «Восточно-прусского дневника», в котором рассказывается об ужасах и страданиях, для которых фактически нет слов.— Как оставаться христианином в таком мире? 25 ноября 2017
Граф Ганс фон Лендорф умер в 1987 году, через три месяца после смерти своей жены. Похоронены на Центральном кладбище Бад-Годесберга.
В 2006 году в Бад-Годесберге, сейчас районе Бонна, в его память и честь была названа улица — Граф-фон-Лендорф-Штрассе.

## Семья
Жена — Маргарет Элеонора Гертруда Валеска Финк фон Финкенштейн, родилась 8 ноября 1916 года в Яскендорфе, умерла 13 июня 1987 года в Бонне. В браке родились двое детей.

## Награды
- Памятная доска Иоганна Хинриха Вихерна за диаконическую деятельность от Евангелической церкви Берлина, Бранденбурга, Силезии и Верхней Лужицы (1971)
- Большой крест 1-й степени «За заслуги перед Федеративной Республикой Германия» (1972)
- Памятный знак Агнес Мигель (1977)
- Щит Пруссии[нем.] — за выдающиеся заслуги перед Восточной Пруссией и сохранение её наследия (1981)
- Медаль имени Парацельса[нем.] (1984)
- Улица Граф-фон-Лендорф-Штрассе (нем. Graf-von-Lehndorff-Straße): Географические координаты: 50°42′13″ с. ш. 7°08′51″ в. д.HGЯO в Бонне (2006)[4]

## Произведения
- (нем.) Отчет из Восточной и Западной Пруссии за 1945—1947 годы. Документы об изгнании немцев из Восточной и Центральной Европы, изд. 3, дополненное, Федеральное министерство Германии по делам изгнанных, беженцев и жертв войны; Дюссельдорф, 1960.
- (нем.) Ostpreußisches Tagebuch. Aufzeichnungen eines Arztes aus den Jahren 1945—1947. Biederstein, München 1961; 21. Auflage. Beck, München 2006, ISBN 978-3-406-49641-7; Taschenbuchausgabe: dtv, München 1997, ISBN 3-423-30094-9.
- (нем.) Die Briefe des Peter Pfaff 1943—1944 (Hrsg.); Wuppertal 1964
- (нем.) Die Insterburger Jahre. Mein Weg zur Bekennenden Kirche; München 1969
- (нем.) Humanität im Krankenhaus: christliche Vorschläge für den Umgang mit Kranken, Rex: München, Luzern 1975, ISBN 978-3-7926-0068-9
- (нем.) Menschen, Pferde, weites Land. Kindheits- und Jugenderinnerungen, Beck, München 2001, ISBN 3-406-48122-1. (Erstausgabe 1980)
- (нем.) Lebensdank; Kreuz-Verlag, Stuttgart 1983, ISBN 3-7831-0717-2.

## Переводы
- (пол.) Hans von Lehndorff. Dziennik z Prus Wschodnich. Zapiski lekarza z lat 1945-47[14] :  [польск.]. — Ośrodek Karta, 2013. — 350 с. — ISBN 9788361283775.
- (словенск.) Hans Graf von Lehndorff. Východopruský denník: Zápisky lekára z rokov 1945—1947[15] :  [словен.]. — Artforum, 2020. — 344 с. — ISBN 978-80-8150-312-2.
- (чешск.) Hans von Lehndorff. Východopruský denník: Zápisky lekára z rokov 1945—1947 :  [чеш.]. — Artforum, 2020. — 337 с. — ISBN 978-80-8150-312-2.
- (лит.) Hans von Lehndorff. Rytų Prūsijos dienoraštis. Gydytojo užrašai 1945–1947[16] :  [лит.]. — Briedis, 2021. — 336 с. — ISBN 9789955268581.